# Ciolpani
Ciolpani là một xã thuộc hạt Ilfov, România. Dân số thời điểm năm 2002 là 4474 người.